# Nicolaas III van Troppau
Nicolaas III van Troppau (circa 1339 - 9 juli 1394) was van 1365 tot 1377 hertog van Troppau en van 1377 tot aan zijn dood hertog van Leobschütz. Hij behoorde tot de Troppau-tak van het huis Přemysliden.

## Levensloop
Nicolaas III was de zoon van hertog Nicolaas II van Troppau en diens tweede echtgenote Hedwig, dochter van hertog Koenraad I van Oels. 
Na het overlijden van zijn vader in 1365 erfden Nicolaas III en zijn broers Jan I, Wenceslaus I en Przemko het hertogdom Troppau. Aanvankelijk regeerden de vier broers gezamenlijk, maar in 1367 werd hun erfenis verdeeld. Jan I kreeg het hertogdom Ratibor, terwijl Nicolaas, Wenceslaus en Przemko het hertogdom Troppau bleven besturen. In 1377 beslisten de drie broers om het hertogdom Troppau onderling te verdelen, waarbij Nicolaas het hertogdom Leobschütz kreeg en Wenceslaus en Przemko het hertogdom Troppau bleven besturen. 
Nicolaas III had steeds financiële problemen, waardoor hij de districten Leobschütz, Zuckmantel, Hultschin en Kranowitz moest verpanden aan zijn oom Koenraad II van Oels. 
In 1394 stierf hij ongehuwd en kinderloos. Zijn broer Przemko erfde hierdoor het hertogdom Leobschütz en slaagde erin om het hertogdom volledig terug te winnen.